# Локачинська електростанція
Локачинська ГТЕС — газотурбінна теплоелектростанція, що працює на Локачинському газовому родовищі на не придатному для використання, корозійно агресивному «кислому» газі (значний вміст сірководню (до 17 г/м³), що виділяється в процесі роботи установки з очистки видобутого на родовищі природного газу, яка готує видобутий газ для продажу промисловим і побутовим споживачам. Забезпечує енергопостачання Локачинського та ще майже трьох районів Волинської області.
Електростанція складається з двох газотурбінних установок Centaur-50 американської компанії Solar Turbins, Inc. 5— 10% виробленої електроенергії йде на власні потреби газового промислу, а решта — в державну мережу.